# Німецька окупація Чехословаччини

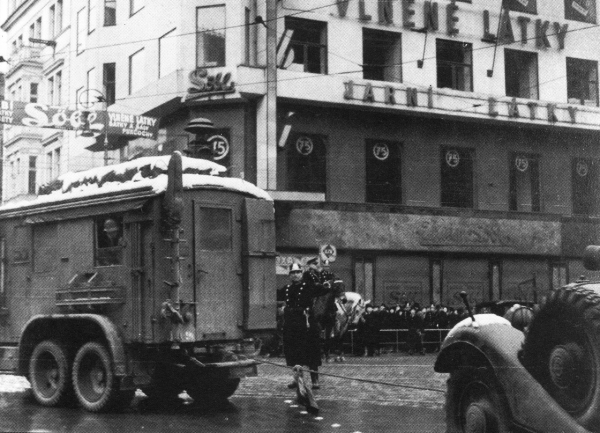
Колона німецьких військових у Чехословаччині

Німецька окупація Чехословаччини (чеськ. Německá okupace Čech a Moravy Німецька окупація Чехії та Моравії) — введення військ нацистської Німеччини у Чехословаччину в березні 1939 року.
Окупація Чехословаччини стала логічним завершенням Гітлерівської кампанії з ліквідації незалежності цієї країни. Першим етапом цього процесу стала анексія Судетського краю (див. Окупація Судетів), яку було здійснено між 1 та 10 жовтня 1938 року. Формальними підставами такого кроку стали наявність німецького населення в регіоні, а також історична близькість до Німеччини цього чеського регіону, адже ще за Середньовіччя прикордонні з Німеччиною гірські Судети, а також практично всі великі й середні міста Чехії, так само як і південні окраї, близькі до Австрії, зазнали германізації. Розпад Австро-Угорської імперії (1918) призвів до виникнення конфліктних ситуацій мовно-етнічного плану між чехами та німцями у новоствореній Чехословаччині. 
Використавши політичні й військові переваги, Німеччина анексувала Судети, заселені переважно німцями. Словаччина, в свою чергу, відмовилась від своїх прав на південні та східні регіони країни, де більшість населення становили українці. Територія Чехословаччини скоротилась на 38 %, і країна фактично обернулась на протекторат Німеччини. Німецькі війська опинились на відстані 30 км від Праги. Подальша доля країни, таким чином, була наперед вирішена.
Пізно ввечері 14 березня 1939 року Гітлер викликав чехословацького президента Еміля Гаху до Берліна і примусив визнати протекторат Німеччини над Чехією. Він погрожував при цьому подальшим воєнним вторгненням, смертю тисяч людей та бомбардуванням Праги. Велика Британія та Франція у цій ситуації знову промовчали, хоча після Мюнхенської угоди обіцяли захищати незалежність та територіальну цілісність Чехії після всіх її поступок та компромісів. І президент Чехії був змушений знову погодитися на вимоги нацистського диктатора. Німецька армія окупувала країну практично без будь-якого опору. Єдину спробу організованої збройної відсічі зробила рота капітана Карела Павлика у місті Містек.
Швидка й успішна анексія достатньо невеликої, але стратегічно важливої та економічно сильної Чехословаччини з її значним (бл. 20 %) німецьким населенням створила враження легкої перемоги й спонукала Адольфа Гітлера продовжити наступ на країни Центральної Європи.